# Liste der Gottesdienstkantaten Telemanns/V
Dies ist eine Teilliste der Kantaten Georg Philipp Telemanns für den gottesdienstlichen Gebrauch mit dem Anfangsbuchstaben „V“ (TVWV 1:1458 – 1:1485). Sie ist in die Liste der Gottesdienstkantaten Telemanns eingebunden und sollte auch dort gelesen werden, um den Gesamtüberblick und die Funktion der Sortierbarkeit nach verschiedenen Kriterien über die Gesamtliste nutzen zu können.
| TVWV    | Titel                                                    | Jahrgang                                    | Textdichter               | erste Aufführung | Sonntag/Festtag im Kirchenjahr/Anlass | Besetzung                                       | Anmerkung                                      | Noten                                       | RISM                                                                                             |
| ------- | -------------------------------------------------------- | ------------------------------------------- | ------------------------- | ---------------- | ------------------------------------- | ----------------------------------------------- | ---------------------------------------------- | ------------------------------------------- | ------------------------------------------------------------------------------------------------ |
| 1:1458  | Valet will ich dir geben                                 | Französischer Jahrgang                      | Erdmann Neumeister        | 1714/15          | 17. Sonntag nach Trinitatis           | SATB, 2 Ob, 2 Vl, Va, Vc, Bc                    |                                                | Ms. Ff. Mus. 1418                           | RISM ID: 450004702 RISM ID: 225004730                                                            |
| 1:1459  | Vater, Gott von Ewigkeit                                 |                                             |                           |                  | Mariä Heimsuchung                     | SATB, 2 Qfl, 2 Vl, Va, Vc, Bc                   |                                                |                                             | RISM ID: 452513278                                                                               |
| 1:1460  | Vater unser im Himmelreich                               | Französischer Jahrgang                      | Erdmann Neumeister        | 1714/15          | Rogate                                | SATB, 2 Ob, 2 Vl, 2 Va, Vc, Bc                  |                                                | Ms. Ff. Mus. 1419                           | RISM ID: 450004703 RISM ID: 225004705                                                            |
| 1:1461  | Vater unser im Himmelreich                               |                                             |                           |                  | Sonstige Kantaten                     | Bass solo, SATB, 2 Ob, 2 Vl, Va, Vc, Bc         |                                                |                                             | RISM ID: 702001292                                                                               |
| 1:1462  | Vater unser in dem Himmel                                |                                             |                           |                  | 19. Sonntag nach Trinitatis           | SATB, 2 Ob, Fg, Vl konzertant, 2 Vl, Va, Vc, Bc |                                                | Ms. Ff. Mus. 1420                           | RISM ID: 450004704                                                                               |
| 1:1463  | Verdammet, fluchet ihr Gesetze                           | Ruhe nach geschehener Arbeit                | Tobias Heinrich Schubart  | 1731/32          | Mariä Reinigung                       | Stimme solo, Vl unisono, Va, Bc                 |                                                | IMSLP                                       | RISM ID: 451513149 RISM ID: 702000967                                                            |
| 1:1464  | Verdammte Brut, die Belial zuerst                        | Gottgeheiligte Kirchenmusik                 | Erdmann Neumeister        | 1731/32          | Septuagesimae                         | SATB, 2 Ob, 2 Fg, 2 Vl, 3 Va, Vc, Bc            | Komposition von Johann Balthasar König         | Ms. Ff. Mus. 1422 N.Mus.ms. 494             | RISM ID: 450004706 RISM ID: 464141441                                                            |
| 1:1465  | Verdammter Wankelmut, verfluchter Unbestand              | Gottgeheiligte Kirchenmusik                 | Erdmann Neumeister        | 1731/32          | Palmsonntag                           | SATB, 2 Ob, 2 Vl, Va, Vc, Bc                    | Komposition von Johann Balthasar König         | Ms. Ff. Mus. 1423 N.Mus.ms. 495             | RISM ID: 450004707 RISM ID: 464141442                                                            |
| 1:1466  | Verflucht sei jedermann                                  | Harmonisches Lob Gottes                     | Johann Friedrich Helbig   | 1726/27          | 11. Sonntag nach Trinitatis           | SATB, 2 Ob, 2 Vl, Va, Vc, Bc                    |                                                | Ms. Ff. Mus. 1424                           | RISM ID: 450004708                                                                               |
| 1:1467  | Verfolgter Geist, wohin                                  | Harmonischer Gottes-Dienst                  | Matthäus Arnold Wilckens  | 1725/26          | 21. Sonntag nach Trinitatis           | Stimme solo, Ob, Bc                             |                                                | Becker III.2.181/8 gs11-08-2-22m IMSLP      | RISM ID: 225004571 RISM ID: 240004964 RISM ID: 190017442                                         |
| 1:1468  | Verirrter Knecht der Welt                                |                                             |                           | 1728/29          | 3. Adventssonntag                     |                                                 | [verschollen]                                  |                                             |                                                                                                  |
| 1:1469  | Verirrte Sünder, kehret, ach kehret um                   | 2. Lingenscher Jahrgang                     | Hermann Ulrich von Lingen | 1728/29          | 2. Weihnachtstag                      | SATB, 2 Vl, Va, Bc                              |                                                |                                             | RISM ID: 702001293 RISM ID: 453009718                                                            |
| 1:1470  | Verlass doch einst, o Menschenkind                       | 2. Lingenscher Jahrgang                     | Hermann Ulrich von Lingen | 1728/29          | 3. Ostertag                           | SATB, 2 Vl, Va, Bc                              |                                                |                                             | RISM ID: 702001294                                                                               |
| 1:1470a | Verliere nur gebrochen dich                              | Geistliche Arien                            | Johann Friedrich Helbig   | 1727             | Mariä Reinigung                       | Stimme solo, Vl, Va, Bc                         | vollständige Kantate siehe 1:248 [verschollen] |                                             |                                                                                                  |
| 1:1471  | Verlöschet ihr Funken der irdischen Liebe                | Harmonischer Gottes-Dienst                  | Matthäus Arnold Wilckens  | 1725/26          | 1. Sonntag nach Trinitatis            | Stimme solo, Ob, Bc                             |                                                | Becker III.2.179/58 gs11-08-2-02m IMSLP     | RISM ID: 225004646 RISM ID: 190017422 RISM ID: 452513193 RISM ID: 240004965                      |
| 1:1472  | Verschließt euch, ihr eitlen                             |                                             |                           | 1723/24          | 1. Adventssonntag                     |                                                 | [verschollen]                                  |                                             |                                                                                                  |
| 1:1473  | Versuchet euch selbst, ob ihr im Glauben seid            | Sicilianischer Jahrgang                     | Johann Friedrich Helbig   | 1719/20          | 21. Sonntag nach Trinitatis           | SATB, 2 Ob, 2 Vl, Va, Cb, Bc                    |                                                | Ms. Ff. Mus. 1425 D-Dl Mus.2392-E-595 IMSLP | RISM ID: 450004709 RISM ID: 210000120 RISM ID: 452513376 RISM ID: 240000226                      |
| 1:1474  | Vertraue Gottes Huld                                     |                                             |                           | 1721/22          | Johannistag                           |                                                 | [verschollen]                                  |                                             |                                                                                                  |
| 1:1475  | Victoria, Triumph, Victoria, und ewiges Alleluja         |                                             |                           |                  | Ostersonntag                          | Vl, SATB, 3 Cl, Ti, 2 Vl, Va, Vc, Bc            |                                                |                                             | RISM ID: 250005358                                                                               |
| 1:1476  | Viel Kreuze liegt auf meinem Rücken                      |                                             |                           |                  | 21. Sonntag nach Trinitatis           | SATB, 2 Vl, Va, Cb, Bc                          | T.E.L.                                         |                                             | RISM ID: 230001185                                                                               |
| 1:1477  | Viel Menschen sind noch heut                             |                                             |                           | 1728/29          | 20. Sonntag nach Trinitatis           |                                                 | [verschollen]                                  |                                             |                                                                                                  |
| 1:1478  | Viel(e) sind berufen, aber wenig sind auserwählet        | 1. Lingenscher Jahrgang                     | Hermann Ulrich von Lingen | 1721/22          | 2. Sonntag nach Trinitatis            | SATB, 2 Ob, 3 Cl, Ti, 2 Vl, Va, Vc, Bc          |                                                | Ms. Ff. Mus. 1426                           | RISM ID: 450004710 RISM ID: 452513170 RISM ID: 452513354 RISM ID: 1001008644 RISM ID: 1001008659 |
| 1:1479  | Viel tausend sind, die hier und                          | Ruhe nach geschehener Arbeit                | Tobias Heinrich Schubart  | 1731/32          | 27. Sonntag nach Trinitatis           | Stimme solo, Vl, Va, Bc                         |                                                | Becker III.2.181/16 IMSLP                   | RISM ID: 225004579 RISM ID: 702001023                                                            |
| 1:deest | Vom Himmel kam der Engel Schar                           |                                             | Benjamin Schmolck         |                  |                                       |                                                 |                                                |                                             |                                                                                                  |
| 1:1480  | Von Gott soll mich nichts trennen                        |                                             | Erdmann Neumeister        | 1727/28          | 3. Adventssonntag                     |                                                 | [verschollen]                                  |                                             |                                                                                                  |
| 1:1481  | Vor allen Dingen ergreifet den Schild                    |                                             |                           |                  | 1. Fastensonntag                      | SATB, 2 Vl, Va, Vc, Bc                          |                                                |                                             | RISM ID: 452513231                                                                               |
| 1:1482  | Vor allen Dingen habt untereinander eine brünstige Liebe | Harmonisches Lob Gottes                     | Johann Friedrich Helbig   | 1726/27          | 9. Sonntag nach Trinitatis            | SATB, 2 Ob, 2 Vl, Va, Vc, Bc                    |                                                | Ms. Ff. Mus. 1428                           | RISM ID: 450004712                                                                               |
| 1:1483  | Vor des lichten Tages Schein                             | Harmonischer Gottes-Dienst                  | Matthäus Arnold Wilckens  | 1725/26          | 3. Adventssonntag                     | Stimme solo, Qfl, Bc                            |                                                | Becker III.2.179/6 gs11-08-2-27m IMSLP      | RISM ID: 225004594 RISM ID: 240004966 RISM ID: 702000936 RISM ID: 240004980 RISM ID: 190017411   |
| 1:1484  | Vor Gott gilt keine Heuchelei                            |                                             |                           |                  | 8. Sonntag nach Trinitatis            | SB, 2 Qfl, Vl, Bc                               |                                                |                                             | RISM ID: 455034000 RISM ID: 220034308                                                            |
| 1:1485  | Vor Wölfen in der Schafe Kleider                         | Ruhe nach geschehener Arbeit                | Tobias Heinrich Schubart  | 1731/32          | 8. Sonntag nach Trinitatis            | SATB, 2 Ob, 2 Vl, Va, Vc, Bc                    |                                                | Ms. Ff. Mus. 1429                           | RISM ID: 450004713                                                                               |
| 1:1485  | Vor Wölfen in der Schafe Kleider                         | Fortsetzung des harmonischen Gottesdienstes | Tobias Heinrich Schubart  | 1731/32          | 8. Sonntag nach Trinitatis            | Stimme solo, vl, vla, bc                        |                                                | Becker III.2.179/68 IMSLP                   | RISM ID: 702000992 RISM ID: 702001343 RISM ID: 240000228 RISM ID: 225004656                      |